# Bastian Schweinsteiger
Bastian Schweinsteiger (Kolbermoor, Baviera, 1 de agosto de 1984) es un exfutbolista alemán. En gran parte de su trayectoria, se desempeñó en la posición de centrocampista, jugando para el Bayern de Múnich y para la selección de fútbol de Alemania, siendo considerado como unos de los mejores de su época y de la historia de su país.
Fue internacional durante 12 años (2004-2016) con la selección de Alemania, con la cual disputó los Mundiales de 2006, 2010 y 2014, coronándose campeón en este último. Fue el capitán de la selección durante sus dos últimos años, después del retiro de Philipp Lahm en 2014, y disputó más de 100 partidos internacionales, entrando en la lista de jugadores con más presencias. 
Jugó durante 13 temporadas en el Bayern de Múnich, con el cual superó los 500 partidos, marcando un total de 68 goles. En su etapa en el club bávaro ganó 8 títulos de Bundesligas, 7 Copas de Alemania, 2 Copas de la Liga, 2 Supercopas de Alemania y 1 UEFA Champions League, culminando un triplete en la temporada 2012/13.

## Trayectoria

### Bayern de Múnich

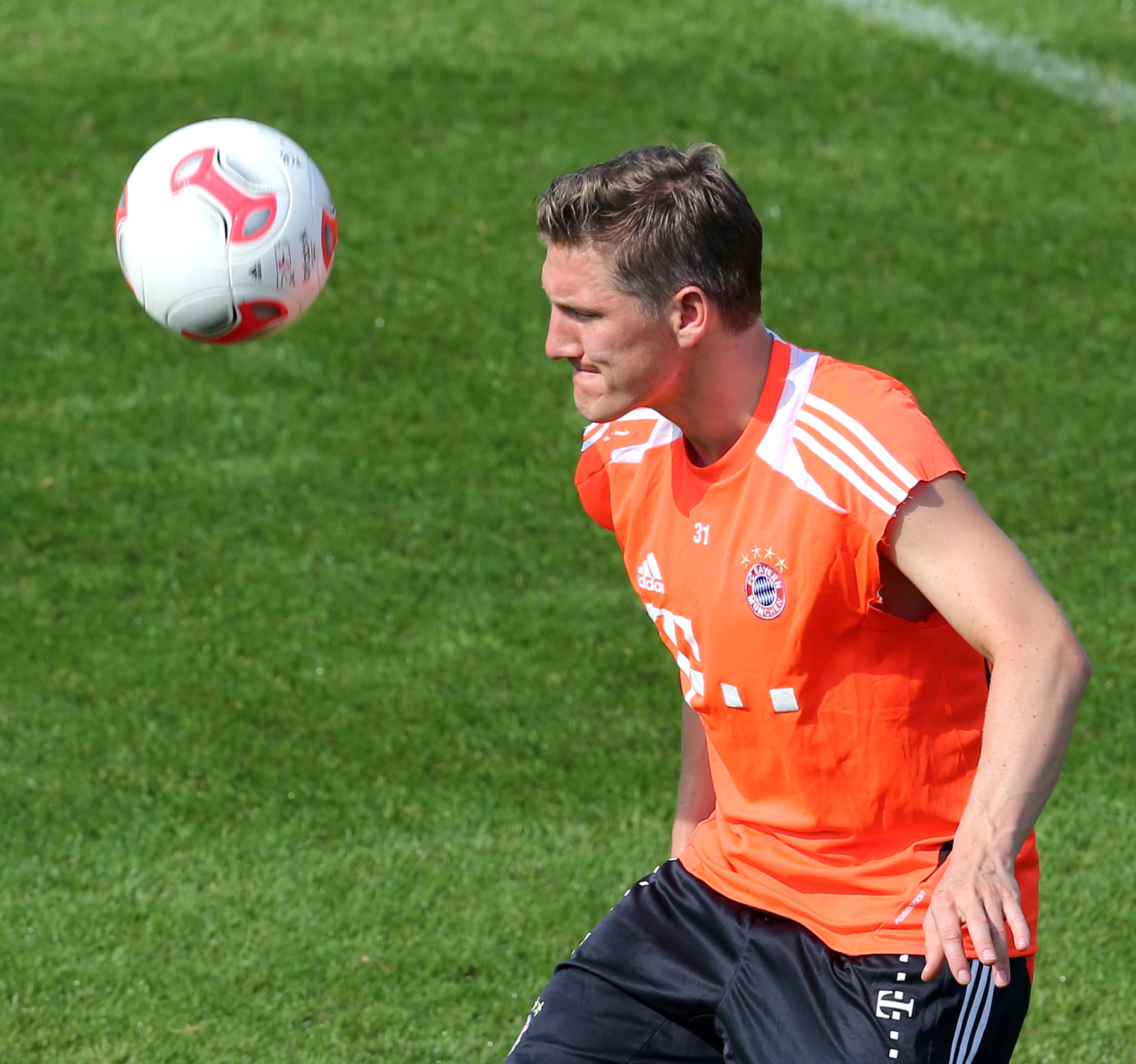
Schweinsteiger durante el entrenamiento en enero de 2013.

Schweinsteiger, con tan solo 13 años firmó como jugador del equipo juvenil del Bayern de Múnich el 1 de julio de 1998, logrando ascender a través de las categorías inferiores del club. Por ser un talentoso esquiador en su juventud, tuvo que decidir entre una carrera profesional en el esquí o en el fútbol. Después de haber ganado el campeonato de la juventud alemana en julio de 2002, Schweinsteiger rápidamente se ganó un lugar en las reservas.
Fue mediocampista por la derecha, hasta que Louis van Gaal lo reconvirtió a volante de contención. Schweinsteiger destaca por su habilidad en el regate, por sus certeros pases y por ser un especialista en jugadas a balón parado. Schweinsteiger también tiene un tiro duro. Durante sus primeras apariciones en los once titulares, jugó de lateral izquierdo. Después de solo dos sesiones de entrenamiento con el primer equipo, el entrenador Ottmar Hitzfeld dio a Schweinsteiger su debut como suplente en el partido ante el RC Lens de la Liga de Campeones de la UEFA en noviembre de 2002, y el joven tuvo un impacto inmediato, creando una meta de Markus Feulner en cuestión de minutos. Firmó un contrato profesional el mes siguiente y llegó a aparecer en 14 partidos de la Bundesliga en 2002-03, ayudando al Bayern a un doblete de liga y copa. La temporada siguiente jugó 26 partidos en la Bundesliga. Anotó su primer gol con el Bayern contra el VfL Wolfsburg en septiembre de 2003.
Sorprendentemente fue enviado de vuelta al equipo de la reserva del Bayern por el nuevo entrenador Felix Magath al comienzo de la temporada 2005-06 a pesar de sus hazañas internacionales del verano en la Copa de las Confederaciones. Schweinsteiger regresó rápidamente a desempeñar un papel en la campaña del doblete y anotó en la Liga de Campeones en la ida de los cuartos de final frente una derrota ante el Chelsea FC.
Durante las próximas tres temporadas, hasta el final de 2007-08, Schweinsteiger hizo 135 apariciones en todas las competiciones para el Bayern de Múnich (UEFA Champions League, la Bundesliga y la Copa de Alemania), anotando 10 goles en el proceso.
El 15 de agosto de 2008, Schweinsteiger marcó el primer gol de la Bundesliga de la temporada 2008-09. En diciembre de 2010, prolongó su contrato con el Bayern hasta 2016. El 25 de abril de 2012, Schweinsteiger marcó el último penalti de la semifinal contra el Real Madrid para enviar al Bayern a la final de la UEFA Champions League. Sin embargo, en la final del 19 de mayo de 2012, Schweinsteiger pegó en el poste contra el Chelsea FC después de un toque del portero Petr Čech.
En la temporada 2012-13, tuvo un buen desempeño, continuando con sus deberes como volante central, junto con el nuevo fichaje Javi Martínez. El 6 de abril de 2013, anotó un gol de taconazo ante el Eintracht Frankfurt, que selló el título de la Bundesliga para el Bayern. Su temporada terminó en lo más alto, ya que consiguió el triplete de la Bundesliga, DFB-Pokal y la Liga de Campeones.
Schweinsteiger ganó el jugador alemán del año 2013 debido a su gran actuación con el Bayern. Fue descrito por el entonces director técnico Jupp Heynckes como el mejor centrocampista del mundo y Heynckes esperaba que bien, Schweinsteiger, Ribéry o Thomas Müller ganaran el Balón de Oro. Después la temporada del triplete, impresionó al nuevo entrenador Pep Guardiola por sus pases, su ritmo de trabajo, asistencias y buenos tiros largos.
Marcó el gol del empate contra el Manchester United en el partido de ida de los cuartos de final de la Liga de Campeones de la UEFA 2013-14 en Old Trafford, pero vio una tarjeta roja después.
Su primer partido de la temporada 2014-15 fue la victoria por 4-0 ante el 1899 Hoffenheim. Sustituyó a Mario Götze en el minuto 78. El 16 de mayo de 2015, con el Bayern ya teniendo ganada la liga, marcó el primer gol en la derrota por 2-1 ante el SC Freiburg. El 23 de mayo de 2015, tuvo su aparición número 500 con el Bayern, este resultó ser su último partido. Su dorsal fue el 31 y marcó un total de 66 goles con el Bayern de Múnich.

### Manchester United
El 11 de julio de 2015, se anunció de manera oficial su llegada al Manchester United de la Premier League de Inglaterra, entrenado por Louis van Gaal. Hizo su debut no oficial en un partido de la pretemporada contra el Club América el 16 de julio, entrando como sustituto en el segundo tiempo.
La llegada de José Mourinho al banquillo del Manchester United en mayo de 2016 puso a Schweinsteiger en una situación delicada e incómoda, ya que no contaba con él y le apartó del primer equipo, obligándole a entrenar con los juveniles.

### Chicago Fire

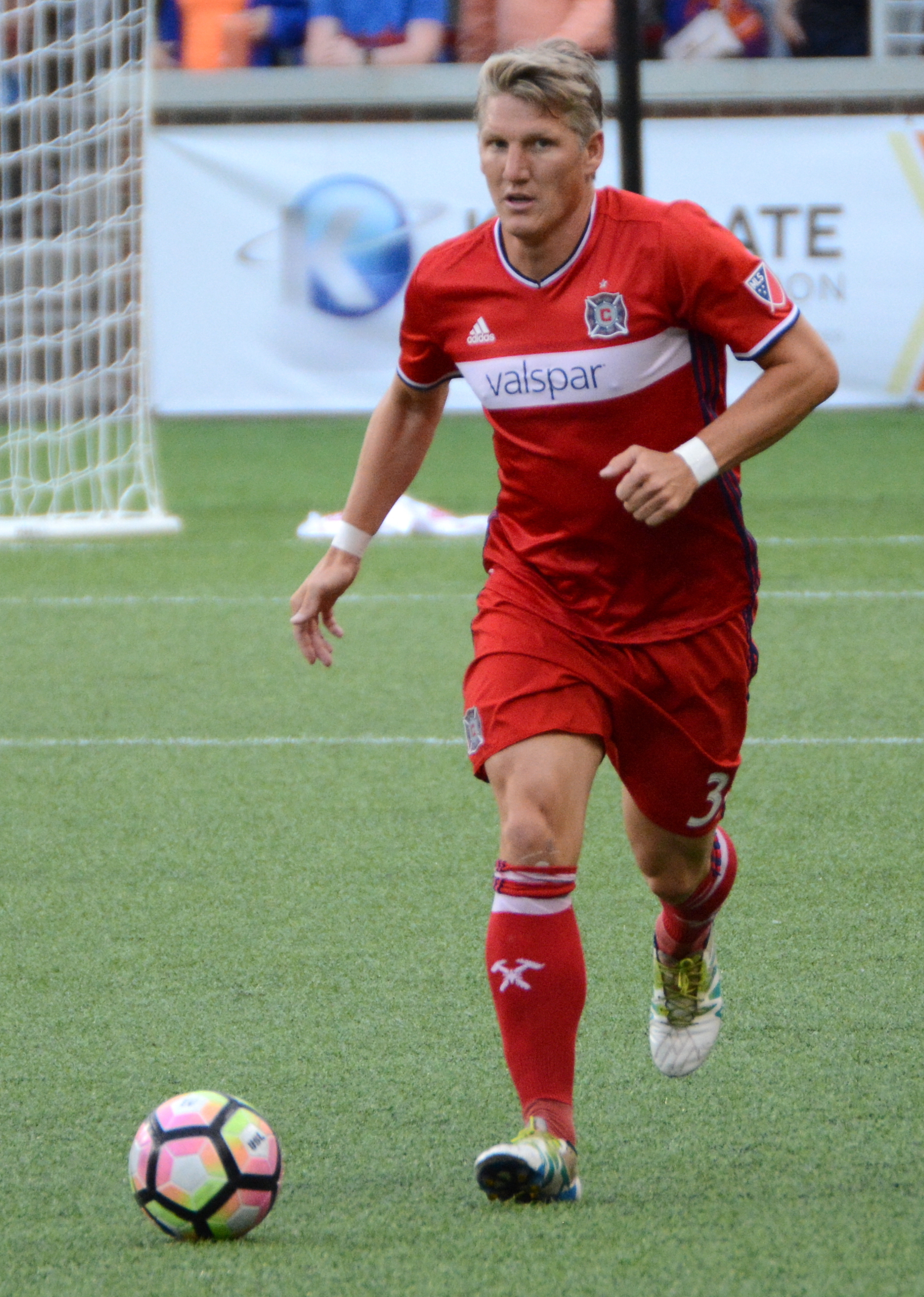
Schweinsteiger con el Chicago Fire en 2017.

A raíz de no haber encontrado oportunidades en Inglaterra, fichó por el Chicago Fire de la MLS donde firmó como jugador franquicia del club estadounidense por un año con otro opcional, para dar impulso al equipo y alcanzar mejores resultados en el campeonato estadounidense.

### Retirada
Tras finalizar la temporada regular de la Major League Soccer, el 8 de octubre de 2019 anunció su retirada como futbolista.

## Estilo de juego
Está considerado como uno de los mejores centrocampistas de fútbol de su generación, conocido por su gran lectura de juego y visión dentro de ella. Como mediocampista, se desempeñó tanto por la derecha como por la izquierda. Su estilo de juego se caracterizó por arranques rápidos, inspiraciones, tiros de distancia y un buen regateo. Fue un jugador que funcionaba como volante de contención y sobre la base de su gran visión de juego, lograba dar contraataques al rival dando pases precisos a los delanteros, función que se vio reflejada durante su periodo en el Bayern de Múnich, así como dar juego a toda la cancha empezando desde la defensa al ataque, distribuyendo el balón con un gran toque. También se destacó por dar un gran intercepción al balón sobre el equipo rival y dar un agresividad para recuperar balones.

## Vida privada
Sus aficionados se refieren a él como "Schweini" o "Basti" para distinguirlo de su hermano mayor, Tobias, un futbolista profesional que también jugó en el Bayern, aunque en el equipo de la reserva. Schweinsteiger.
Bastian Schweinsteiger y la extenista serbia Ana Ivanovic se conocieron en 2014. Desde entonces, mantienen una relación. En julio de 2016, la pareja contrajo matrimonio.
Schweinsteiger es católico.
Está casado con Ana Ivanovic desde 2016. El 18 de marzo de 2018 nació su primer hijo, Luka. El 30 de agosto de 2019 nació su segundo hijo, León. En agosto de 2023 nació su tercer hijo.
En abril de 2025, la revista alemana Bunte anunció que Ivanović y Schweinsteiger habían decidido poner fin a su matrimonio. Según esta revista, llevaban más de dos meses separados, Ivanović se había mudado a Belgrado con sus hijos, mientras que Schweinsteiger se había establecido en Múnich. También se reveló que el nombre de su tercer hijo era Teo. El director de relaciones públicas de Schweinsteiger declaró a Bild que ambos no harían comentarios sobre su vida privada y pidieron comprensión.

## Selección nacional

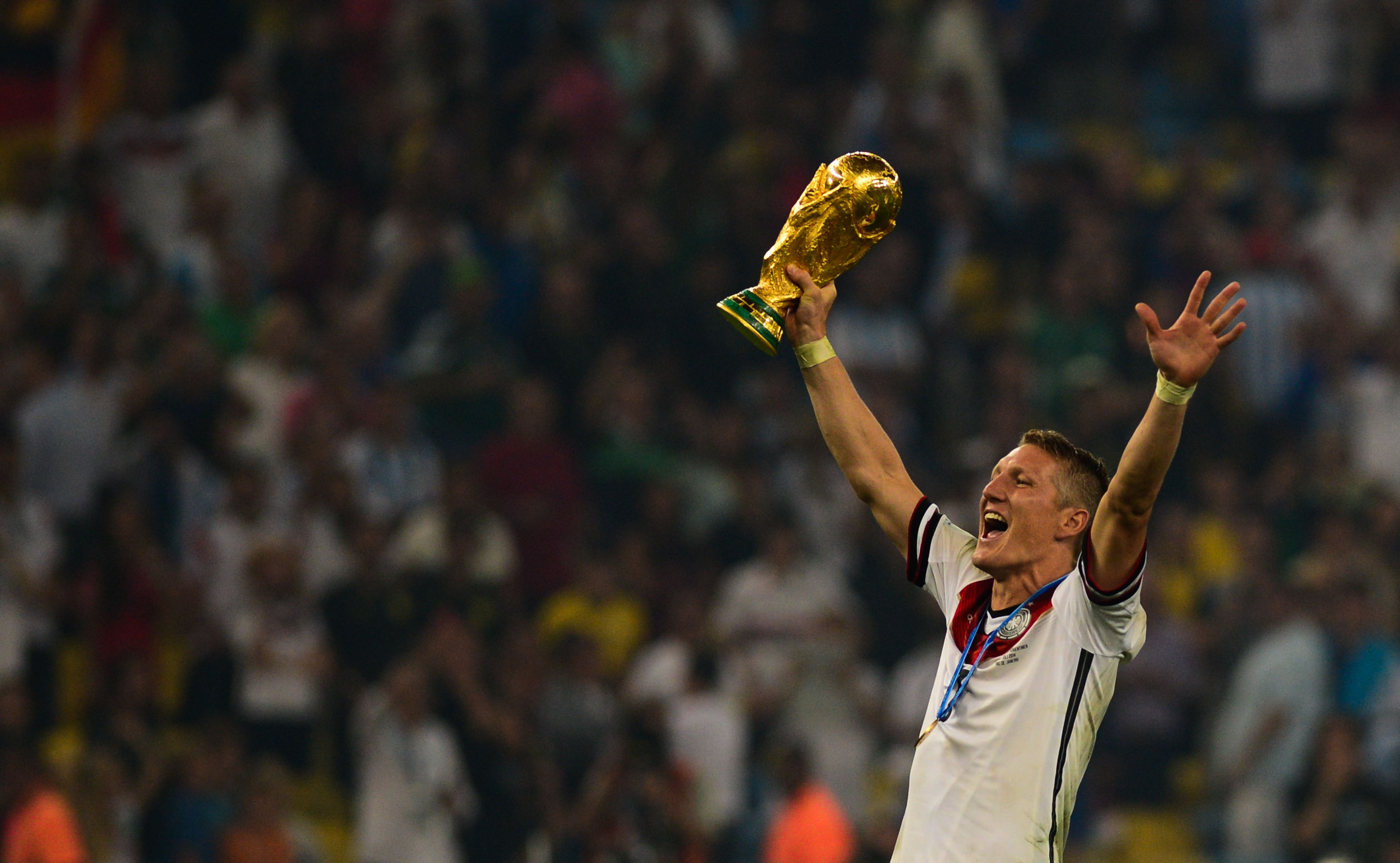
Schweinsteiger celebrando en la Final del Mundial 2014.

Fue internacional desde el 6 de junio de 2004 con la camiseta n.º 7, cuando debutó con “Die Mannschaft” en la derrota por 2 a 0 a manos de Hungría en un amistoso jugado en Kaiserslautern.
Durante la Copa Confederaciones de Alemania 2005, el volante apareció con fuerza por primera vez. Luego de un año, Bastian Schweinsteiger fue pieza fundamental en el armado de la nacional que dirigió Jürgen Klinsmann durante el Mundial de Alemania 2006. Participó en los siete partidos de la Copa, donde Alemania terminó en la tercera posición luego de vencer a Portugal, y culminó con tres asistencias y dos goles. Durante el Mundial de Fútbol de Alemania 2006, Bastian Schweinsteiger jugó como extremo izquierdo, siendo titular en la mayor parte de los partidos que disputó; creó juego en ataque constantemente por su banda en el mediocampo. En el partido de apertura Costa Rica, dio los pases de gol a Miroslav Klose (2-1) y a Torsten Frings (el 4-2 final). En el partido contra Ecuador, recuperó una pelota rápida de Per Mertesacker y dio el pase con el que Miroslav Klose convertiría el 1-0 (3-0 final para Alemania).
En el duelo por el tercer puesto, Schweinsteiger metió dos de los tres goles y cobró el tiro libre para que Armando Petit metiera el autogol con el que su selección obtuvo el tercer lugar en el Mundial.
Ha sido internacional en 121 ocasiones con la selección de Alemania, anotando 24 goles y confirmando siempre su buen liderazgo, lo que lo llevó en 2014, luego del retiro de la selección por parte de Philipp Lahm, a ser nombrado capitán.
Después del Mundial de Sudáfrica, la prensa alemana le preguntó quién era para él el capitán de la selección alemana, reabriendo la polémica: "Es el capitán de la selección (Michael Ballack) y si vuelve, recuperará también el brazalete". "Philipp (Lahm) ha asumido el cargo por la lesión de Michael y ha hecho un buen trabajo", apuntó Schweinsteiger. "Pero dos capitanes son demasiados para un puesto. Para mí, el capitán del equipo es Ballack", finalizó.

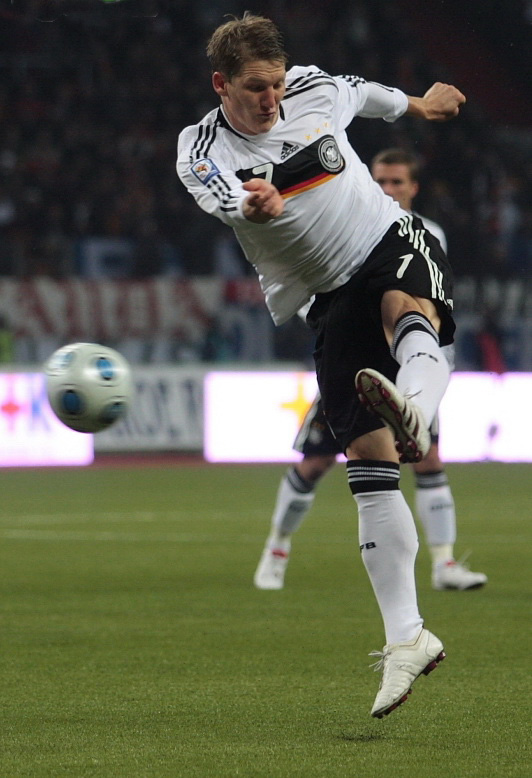
Schweinsteiger jugando para Alemania en 2009.

La Eurocopa 2008 empezó muy floja para Schweinsteiger, ya que no empezó de titular el primer partido contra Polonia. Entró unos minutos de cambio pero no jugó bien. En el segundo partido también ingresó de cambio contra Croacia y fue expulsado, pero se reivindicó en el partido de cuartos de final contra Portugal, al tener un extraordinario partido, anotando el primer gol, y poniendo las asistencias para el segundo y tercero, ganado 3-2.
En la semifinal contra Turquía (3-2 a favor de los alemanes) realizó un gran partido corriendo muy bien al contraataque, y llegando al área con mucho peligro. Consolidó su actuación con el primer gol de los alemanes. Jugó los 90 minutos en la final contra España, perdiendo el cuadro alemán por 0-1.
En la Copa Mundial de Fútbol de 2010, celebrada en Sudáfrica, Schweinsteiger reemplazó en el mediocampo a Michael Ballack, capitán del combinado alemán que se encontraba lesionado. Tuvo una buena actuación, puesto que añadió liderazgo al joven equipo alemán. Fue vital en la defensa y en algunas jugadas de gol. En especial fue notable su desempeño en el partido de cuartos de final contra Argentina donde fue elegido como el mejor jugador del partido por algunos medios de prensa. Sin embargo, su selección fue eliminada frente a España en las semifinales, por lo que disputó el tercer puesto frente a Uruguay en un partido que concluyó con la victoria de los alemanes 3-2. En dicho cotejo, sirvió de capitán, ya que reemplazó a Philipp Lahm que se encontraba afectado por una gripe. Como reconocimiento de su buena labor durante el torneo, fue elegido como uno de los finalistas al prestigioso Balón de Oro, premio que es otorgado por Adidas al mejor jugador de la Copa Mundial.

### Eurocopa 2012
Schweinsteiger tuvo una buena participación durante esa competencia, dando dos pases de gol contra los Países Bajos para Mario Gómez. Con un corazón de hierro, Schweinsteiger, quien parecería no jugaría contra Italia debido a problemas en un tobillo, puso todo su empeño en recuperarse para darle una mano a su país. Fue así como en la conferencia de prensa afirmó: "Me siento en forma para poder jugar desde el inicio. Tengo muchas ganas. Créanme que cuando digo que me siento bien es porque me siento bien." Además fue muy eficaz para que la selección lograse su pase a la semifinal, la cual luego perdería por 2-1. Durante este partido Bastian mantuvo un buen liderazgo, ya que manejó muy bien el equipo, retrasándose un poco para que no convirtieran más goles.

### Mundial 2014
El 8 de mayo de 2014, Schweinsteiger fue incluido en la lista preliminar de 30 jugadores por el entrenador Joachim Löw con miras a la fase final de la Copa del Mundo. Fue ratificado entre los 23 jugadores que viajaron a Brasil el 2 de junio, haciendo de este el tercer Mundial en el que ha participado. El 13 de julio de 2014, Schweinsteiger se proclamó Campeón del Mundo al ganar por 0-1 a Argentina en la Final del Mundial 2014 de Brasil.

### Eurocopa 2016
El 12 de junio de 2016, Alemania enfrentó a la selección de fútbol de Ucrania. El equipo alemán derrotó al equipo ucraniano con goles de Shkodran Mustafi y Bastian Schweinsteiger.
En la semifinal contra Francia, Schweinsteiger provocó una mano en el interior del área, lo que provocó penalti, encajado por Griezmann. Más tarde, Schweinsteiger se culpó a sí mismo por la mano y la eliminación de su equipo de la Euro 2016 en una carta abierta a los aficionados de su país.
El 29 de julio de 2016, Bastian anunció su retirada de la selección en el duelo ante Finlandia en el cual el equipo alemán se impuso por 2 - 0 contra Finlandia, ese fue el último partido de Bastian Schweinsteiger con su selección junto con Lukas Podolski fueron unos de los futbolistas que se retiraron en agosto de 2016, tras una buena campaña en el Mundial 2014 en que fueron campeones mundiales.

#### Participaciones en Copas del Mundo
| Mundial                        | Sede      | Resultado    | Partidos | Goles |
| ------------------------------ | --------- | ------------ | -------- | ----- |
| Copa Mundial de Fútbol de 2006 | Alemania  | Tercer lugar | 7        | 2     |
| Copa Mundial de Fútbol de 2010 | Sudáfrica | Tercer lugar | 7        | 0     |
| Copa Mundial de Fútbol de 2014 | Brasil    | Campeón      | 6        | 0     |

#### Participaciones en Eurocopas
| Euro          | Sede              | Resultado    | Partidos | Goles |
| ------------- | ----------------- | ------------ | -------- | ----- |
| Eurocopa 2004 | Portugal          | Primera fase | 3        | 0     |
| Eurocopa 2008 | Austria y Suiza   | Subcampeón   | 5        | 2     |
| Eurocopa 2012 | Polonia y Ucrania | Semifinales  | 5        | 0     |
| Eurocopa 2016 | Francia           | Semifinales  | 5        | 1     |

#### Participaciones en Copa Confederaciones
| Euro                      | Sede     | Resultado    | Partidos | Goles |
| ------------------------- | -------- | ------------ | -------- | ----- |
| Copa Confederaciones 2005 | Alemania | Tercer lugar | 5        | 2     |

## Estadísticas

### Clubes
Actualizado al último partido jugado el 6 de octubre de 2019.
| Bayern de Múnich · Alemania |               |     |    |    |    |    |     |     |    |     |     |     |     |
| 2002-03 | 14            | 0   | 2  | 1  | 2  | 0  | 1   | 0   | 0  | 16  | 2   | 2   |     |
| 2003-04 | 26            | 4   | 5  | 4  | 0  | 0  | 3   | 0   | 0  | 33  | 4   | 5   |     |
| 2004-05 | 26            | 3   | 6  | 5  | 0  | 2  | 7   | 1   | 1  | 38  | 4   | 9   |     |
| 2005-06 | 30            | 3   | 3  | 5  | 0  | 2  | 7   | 0   | 3  | 42  | 3   | 8   |     |
| 2006-07 | 27            | 4   | 6  | 5  | 0  | 1  | 8   | 2   | 1  | 40  | 6   | 8   |     |
| 2007-08 | 30            | 1   | 9  | 6  | 1  | 0  | 12  | 0   | 3  | 48  | 2   | 12  |     |
| 2008-09 | 31            | 5   | 13 | 4  | 2  | 0  | 9   | 2   | 2  | 44  | 9   | 15  |     |
| 2009-10 | 33            | 2   | 2  | 4  | 1  | 1  | 12  | 0   | 0  | 49  | 3   | 3   |     |
| 2010-11 | 32            | 4   | 7  | 6  | 2  | 1  | 7   | 2   | 2  | 45  | 8   | 10  |     |
| 2011-12 | 22            | 3   | 3  | 3  | 1  | 0  | 11  | 1   | 2  | 36  | 5   | 5   |     |
| 2012-13 | 28            | 7   | 5  | 5  | 0  | 2  | 12  | 2   | 4  | 45  | 9   | 11  |     |
| 2013-14 | 23            | 4   | 5  | 5  | 1  | 0  | 8   | 3   | 0  | 36  | 8   | 5   |     |
| 2014-15 | 20            | 5   | 4  | 2  | 0  | 0  | 6   | 0   | 4  | 28  | 5   | 8   |     |
| Total club | 342           | 45  | 69 | 55 | 10 | 9  | 103 | 13  | 22 | 500 | 68  | 100 |     |
| Manchester United Inglaterra |               |     |    |    |    |    |     |     |    |     |     |     |     |
| 2015-16 | 18            | 1   | 1  | 3  | 0  | 0  | 10  | 0   | 1  | 31  | 1   | 2   |     |
| 2016-17 | 0             | 0   | 0  | 3  | 1  | 1  | 1   | 0   | 0  | 4   | 1   | 1   |     |
| Total club | 18            | 1   | 1  | 6  | 1  | 1  | 11  | 0   | 1  | 35  | 2   | 3   |     |
| Chicago Fire Estados Unidos |               |     |    |    |    |    |     |     |    |     |     |     |     |
| 2017 | 25            | 3   | 2  | 1  | 0  | 0  | -   | -   | -  | 26  | 3   | 2   |     |
| 2018 | 31            | 4   | 5  | 3  | 1  | 0  | -   | -   | -  | 34  | 5   | 5   |     |
| 2019 | 30            | 1   | 3  | 0  | 0  | 0  | 1   | 0   | 0  | 31  | 1   | 3   |     |
| Total club | 86            | 8   | 10 | 4  | 1  | 0  | 1   | 0   | 0  | 91  | 9   | 10  |     |
| Total carrera | Total carrera | 446 | 54 | 70 | 65 | 12 | 10  | 115 | 13 | 23  | 626 | 79  | 113 |
| (1) Incluye datos de Copa de Alemania, Copa de la Liga de Alemania, Supercopa de Alemania, Capital One Cup, FA Cup, U.S. Open Cup. (2) Incluye datos de UEFA Europa League, UEFA Champions League, Supercopa de Europa, Mundial de Clubes. |               |     |    |    |    |    |     |     |    |     |     |     |     |

### Selección nacional
| Selección | Año   | Amistosos | Amistosos | Amistosos | Eurocopa | Eurocopa | Eurocopa | Eliminatorias Europeas | Eliminatorias Europeas | Eliminatorias Europeas | Mundial | Mundial | Mundial | Eliminatorias Mundialistas | Eliminatorias Mundialistas | Eliminatorias Mundialistas | Copa Confederaciones | Copa Confederaciones | Copa Confederaciones | Total | Total | Total  |
| Selección | Año   | Part.     | Goles     | Asist.    | Part.    | Goles    | Asist.   | Part.                  | Goles                  | Asist.                 | Part.   | Goles   | Asist.  | Part.                      | Goles                      | Asist.                     | Part.                | Goles                | Asist.               | Part. | Goles | Asist. |
| --------- | ----- | --------- | --------- | --------- | -------- | -------- | -------- | ---------------------- | ---------------------- | ---------------------- | ------- | ------- | ------- | -------------------------- | -------------------------- | -------------------------- | -------------------- | -------------------- | -------------------- | ----- | ----- | ------ |
| Alemania  |       |           |           |           |          |          |          |                        |                        |                        |         |         |         |                            |                            |                            |                      |                      |                      |       |       |        |
| 2004      | 7     | 0         | 1         | 3         | 0        | 1        | -        | -                      | -                      | -                      | -       | -       | -       | -                          | -                          | -                          | -                    | -                    | 10                   | 0     | 2     |        |
| 2005      | 9     | 2         | 3         | -         | -        | -        | -        | -                      | -                      | -                      | -       | -       | -       | -                          | -                          | 4                          | 2                    | 1                    | 13                   | 4     | 4     |        |
| 2006      | 7     | 4         | 6         | -         | -        | -        | 4        | 3                      | 2                      | 7                      | 2       | 4       | -       | -                          | -                          | -                          | -                    | -                    | 18                   | 9     | 12    |        |
| 2007      | 2     | 0         | 1         | -         | -        | -        | 4        | 0                      | 0                      | -                      | -       | -       | -       | -                          | -                          | -                          | -                    | -                    | 6                    | 0     | 1     |        |
| 2008      | 6     | 1         | 0         | 5         | 2        | 2        | -        | -                      | -                      | -                      | -       | -       | 4       | 1                          | 1                          | -                          | -                    | -                    | 15                   | 4     | 3     |        |
| 2009      | 5     | 0         | 2         | -         | -        | -        | -        | -                      | -                      | -                      | -       | -       | 5       | 2                          | 1                          | -                          | -                    | -                    | 10                   | 2     | 3     |        |
| 2010      | 3     | 2         | 0         | -         | -        | -        | 2        | 0                      | 0                      | 7                      | 0       | 4       | -       | -                          | -                          | -                          | -                    | -                    | 12                   | 2     | 4     |        |
| 2011      | 3     | 1         | 1         | -         | -        | -        | 3        | 1                      | 1                      | -                      | -       | -       | -       | -                          | -                          | -                          | -                    | -                    | 6                    | 2     | 2     |        |
| 2012      | 0     | 0         | 0         | 5         | 0        | 2        | -        | -                      | -                      | -                      | -       | -       | 3       | 0                          | 2                          | -                          | -                    | -                    | 8                    | 0     | 4     |        |
| 2013      | 0     | 0         | 0         | -         | -        | -        | -        | -                      | -                      | -                      | -       | -       | 2       | 0                          | 0                          | -                          | -                    | -                    | 2                    | 0     | 0     |        |
| 2014      | 2     | 0         | 1         | -         | -        | -        | -        | -                      | -                      | 6                      | 0       | 0       | -       | -                          | -                          | -                          | -                    | -                    | 8                    | 0     | 1     |        |
| 2015      | 2     | 0         | 0         | -         | -        | -        | 4        | 0                      | 0                      | -                      | -       | -       | -       | -                          | -                          | -                          | -                    | -                    | 6                    | 0     | 0     |        |
| 2016      | 2     | 0         | 0         | 5         | 1        | 0        | -        | -                      | -                      | -                      | -       | -       | -       | -                          | -                          | -                          | -                    | -                    | 7                    | 1     | 0     |        |
| Total     | Total | 48        | 10        | 15        | 18       | 3        | 5        | 17                     | 4                      | 3                      | 20      | 2       | 8       | 14                         | 3                          | 4                          | 4                    | 2                    | 1                    | 121   | 24    | 36     |

## Palmarés

### Títulos nacionales
| Título                        | Equipo                  | País       | Año     |
| ----------------------------- | ----------------------- | ---------- | ------- |
| Bundesliga                    | F. C. Bayern            | Alemania   | 2002-03 |
| Copa de Alemania              | F. C. Bayern            | Alemania   | 2002-03 |
| Copa de la Liga de Alemania   | F. C. Bayern            | Alemania   | 2004    |
| Bundesliga                    | F. C. Bayern            | Alemania   | 2004-05 |
| Copa de Alemania              | F. C. Bayern            | Alemania   | 2004-05 |
| Bundesliga                    | F. C. Bayern            | Alemania   | 2005-06 |
| Copa de Alemania              | F. C. Bayern            | Alemania   | 2005-06 |
| Copa de la Liga de Alemania   | F. C. Bayern            | Alemania   | 2007    |
| Bundesliga                    | F. C. Bayern            | Alemania   | 2007-08 |
| Copa de Alemania              | F. C. Bayern            | Alemania   | 2007-08 |
| Bundesliga                    | F. C. Bayern            | Alemania   | 2009-10 |
| Copa de Alemania              | F. C. Bayern            | Alemania   | 2009-10 |
| Supercopa de Alemania         | F. C. Bayern            | Alemania   | 2010    |
| Bundesliga                    | F. C. Bayern            | Alemania   | 2012-13 |
| Copa de Alemania              | F. C. Bayern            | Alemania   | 2012-13 |
| Bundesliga                    | F. C. Bayern            | Alemania   | 2013-14 |
| Copa de Alemania              | F. C. Bayern            | Alemania   | 2013-14 |
| Bundesliga                    | F. C. Bayern            | Alemania   | 2014-15 |
| FA Cup                        | Manchester United F. C. | Inglaterra | 2015-16 |
| Community Shield              | Manchester United F. C. | Inglaterra | 2016    |
| Copa de la Liga de Inglaterra | Manchester United F. C. | Inglaterra | 2016-17 |

### Títulos internacionales
| Título                            | Equipo                  | Sede      | Año     |
| --------------------------------- | ----------------------- | --------- | ------- |
| Liga de Campeones de la UEFA      | F. C. Bayern            | Londres   | 2012-13 |
| Supercopa de Europa               | F. C. Bayern            | Praga     | 2013    |
| Copa Mundial de Clubes de la FIFA | F. C. Bayern            | Marruecos | 2013    |
| Copa Mundial de Fútbol            | Selección de Alemania   | Brasil    | 2014    |
| Liga Europa de la UEFA            | Manchester United F. C. | Solna     | 2016-17 |

Notas

### Distinciones individuales
| Distinción                                                   | Año              |
| ------------------------------------------------------------ | ---------------- |
| Premio Oscar "Bávaro" del Año                                | 2006             |
| Hoja Laurel de Plata                                         | 2006             |
| XI Ideal de la Bundesliga                                    | 2009-10, 2012-13 |
| Premio Carlsberg Jugador del Partido de la Eurocopa 2008     | 2008             |
| Jugador del Mes de mayo en la Bundesliga                     | 2010             |
| Máximo Asistente de la Copa del Mundo                        | 2010             |
| Incluido en el XI Ideal de la Copa Mundial de Fútbol de 2010 | 2010             |
| Premio Ceremonia Deportista del Año                          | 2010             |
| Futbolista Alemán del Año                                    | 2013             |
| Equipo del Año de la European Sport Media                    | 2012-13          |
| Jugador del año de la UEFA                                   | 2013(7°)         |
| Premio Bambi                                                 | 2016             |
| Juego de estrellas de la MLS                                 | 2017, 2019       |
| Orden del Mérito de Baviera                                  | 2018             |